# 平和祈念広島国際ユースサッカー
HiFA 平和祈念 Balcom BMW CUP 広島国際ユースサッカー（ハイファ へいわきねん バルコム ビー・エム・ダブリュー カップ ひろしまこくさいユースサッカー）は、毎年8月お盆前に広島県広島市で開催されている、日本サッカー協会認定の18歳以下の国際サッカー大会。

## 概要
2006年（平成18年）から開始。主催は広島県サッカー協会など。広島県サッカーの選手および指導者のレベルアップと、平和都市広島を参加チームによる国際交流によってアピールする目的で創設された。2007年（平成19年）、1年空いて2009年（平成21年）から現在まで、輸入自動車販売のバルコムが冠スポンサーとなった。
試合会場は広島広域公園第一球技場。過去には広島スタジアムで開催したこともある。
試合の模様は中国放送によるストリーミング配信、1試合のみ録画として深夜に放送されている。

## 沿革
2006年、RCDエスパニョールU-17来広を機に開催、以降は広島県高校選抜とサンフレッチェ広島ユースを軸に海外クラブ2チームが参加する大会となった。2011年のみ東日本大震災のため仙台カップ国際ユースサッカー大会が中止になったことを受け、復興の手助けとして宮城県選抜を招待している。
2015年開催10年目にあたり海外のクラブチームから年代別代表に改編される。2015年は全広島県選抜U-17とU-16日本代表と海外U-17代表2チームの4チームで行われた。なお2015年のポーランド・ウズベキスタンU-17代表は両国でのプレー経験のある広島市出身の柴村直弥が仲介役となり招待が実現した。2016年は再びU-18の大会となり、海外の年代別代表2チームと県選抜およびサンフレユースの対戦となった。

## 結果
| 年度 | 優勝              | その他招待チーム            |
| ---- | ----------------- | --------------------------- |
| 2016 | サンフレユース    | ポーランドU18、 韓国U18     |
| 2015 | ウズベキスタンU17 | ポーランドU16/U17、 日本U16 |

前レギュレーション
| 年度 | 優勝           | その他招待チーム                         | 会場    |
| ---- | -------------- | ---------------------------------------- | ------- |
| 2014 | サンフレユース | フラムFCU18、オリンピック・マルセイユU18 | 広域第1 |
| 2013 | チーバスU18    | ニュルンベルクU18                        | 広域第1 |
| 2012 | チーバスU18    | 龍仁FC                                   | 広域第1 |
| 2011 | サンフレユース | 龍仁FC、宮城県選抜U18                    | 広域第1 |
| 2010 | サンフレユース | ケルンU18、チーバスU18                   | 広域第1 |
| 2009 | サンフレユース | チーバス、アヤックス・ケープタウン       | 広域第1 |
| 2008 | チーバス       | フローニンゲン                           | 広域第1 |
| 2007 | サンフレユース | グルノーブル、サンパウロ                 | 広スタ  |
| 2006 | -              | エスパニョール                           | 広域第1 |

## 参考資料
- 旧公式ホームページ
- 公益社団法人広島県サッカー協会
- フレンドリースポーツ